# Centralne Seminarium Duchowne w Kandy
Krajowe Wyższe Seminarium Duchowne w Kandy – seminarium teologiczne w Sri Lance.

## Historia
W 1890 delegat apostolski Władysław Zaleski zamieszkał w Kandy w Indiach Wschodnich. Zalewski założył Wyższe Seminarium Duchowne na wzgórzu Ampitiya na wysokości 2000 stóp ponad Doliną Dumbara w pobliżu Kandy.
Seminarium papieskie zostało zainaugurowane w 1893 r. Uczelnia została powierzona jezuitom. Pierwszym rektorem został Ks. Sylvain Grosjean SJ. Główny budynek został ukończony w 1899 roku. W 1926 Papieskie Seminarium Ampitiya zostało upoważnione przez papieża do nadawania stopni kościelnych w dziedzinie filozofii i teologii. Pierwszym studentem, który napisał doktorat, był Ignacy Gracias z Bombaju (1932). Od momentu powstania do 1955 roku seminarium wykształciło 75 kapłanów i 18 braci świeckich, którzy służyli jako formatorzy oraz pełnili różne funkcje związane z prowadzeniem seminarium. Według danych uczelni: 700 studentów zostało wyświęconych do kapłaństwa, z czego 51 zostało później biskupami i 3 kardynałami. W 1955 roku Papieskie Seminarium Duchowne w Ampitiya otrzymało nazwę Narodowego Seminarium Matki Bożej z Lanki obejmującego wszystkie diecezje Cejlonu. Uczelnia została powierzona Oblatom Maryi Niepokalanej, którzy wcześniej już pracowali w Seminarium św. Bernarda w Kolombo. Jednym z wykładowców był oblat Stanisław Wyryma (1955 do 1964)
Pierwszym rektorem Seminarium Narodowego był ks. Fredrick Sackett OMI, Amerykanin z Teksasu. 